# Rue Cortambert
La rue Cortambert est une voie du 16e arrondissement de Paris, en France. 

## Situation et accès

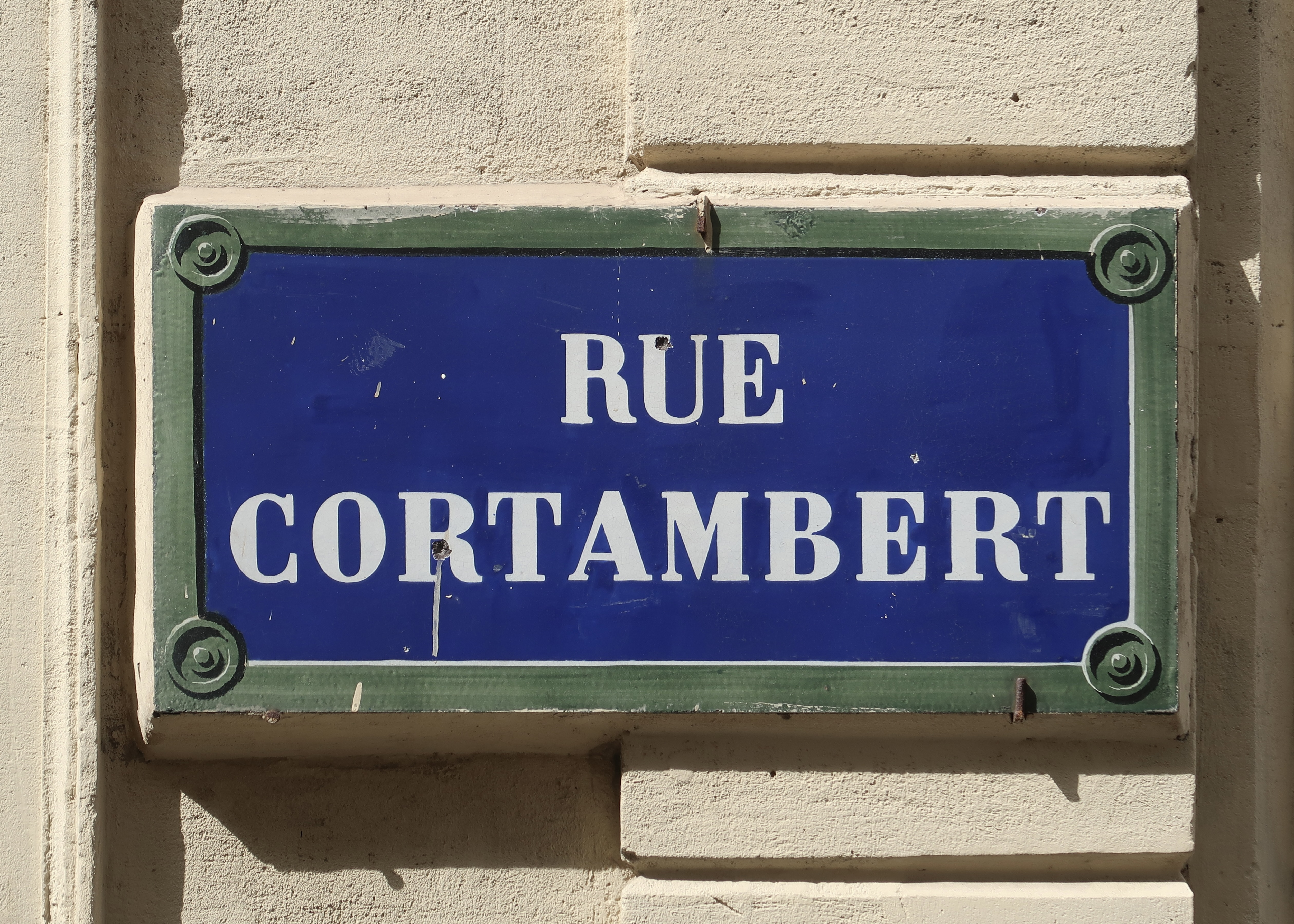
Plaque ancienne.

La rue Cortambert est une voie publique située dans le 16e arrondissement de Paris. Elle débute au 45, rue Scheffer et se termine au 7, place Possoz. Elle mesure 460 mètres de long et 12 mètres de large en moyenne.
Le quartier est desservi par la ligne 9 aux stations Rue de la Pompe et La Muette. On trouve également à proximité la ligne C du RER à la gare de Boulainvilliers.

## Origine du nom

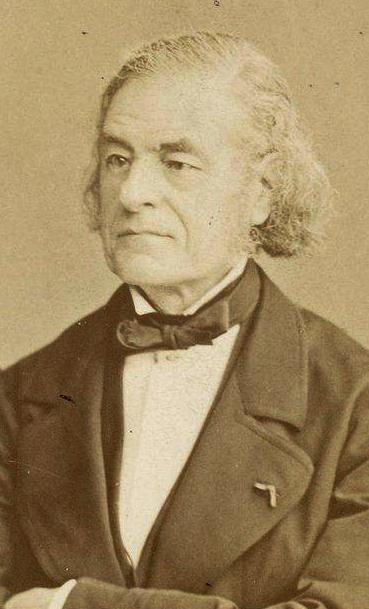
Eugène Cortambert.

Elle porte le nom du géographe français Eugène Cortambert (1805-1881).

## Historique
Il s’agit à l'origine d’une section du « chemin des Bornes », qui est appelé ainsi parce qu’il délimitait les dépendances du couvent des Bonshommes de Chaillot.
Elle est formée historiquement de trois tronçons :
- un premier qui va de la place Possoz jusqu'au croisement avec la rue de la Tour. Ce tronçon porte à l'origine le nom de « rue Saint-Hippolyte » (à ne pas confondre avec la rue Saint-Hippolyte, située dans le 13e arrondissement) ; il est percé en 1854 sur un lotissement du parc Guichard[2], puis étendu en 1863 vers les actuelles rues de la Tour et Scheffer ;
- un deuxième tronçon qui va du croisement de la rue de la Tour jusqu’au croisement de la rue Scheffer (il s’agit de la rue Cortambert « historique ») ;
- un troisième petit tronçon qui va du croisement de la rue Scheffer jusqu’à l’avenue Georges-Mandel, devenu depuis 1980 la rue du Pasteur-Marc-Boegner.

En 1848, ce qui n’est qu’un chemin devient la « rue des Bornes » (une voie de 11 mètres de long).
En 1868, elle est intégrée à la rue des Sablons, située de l’autre côté de l’avenue Georges-Mandel.

## Bâtiments remarquables et lieux de mémoire

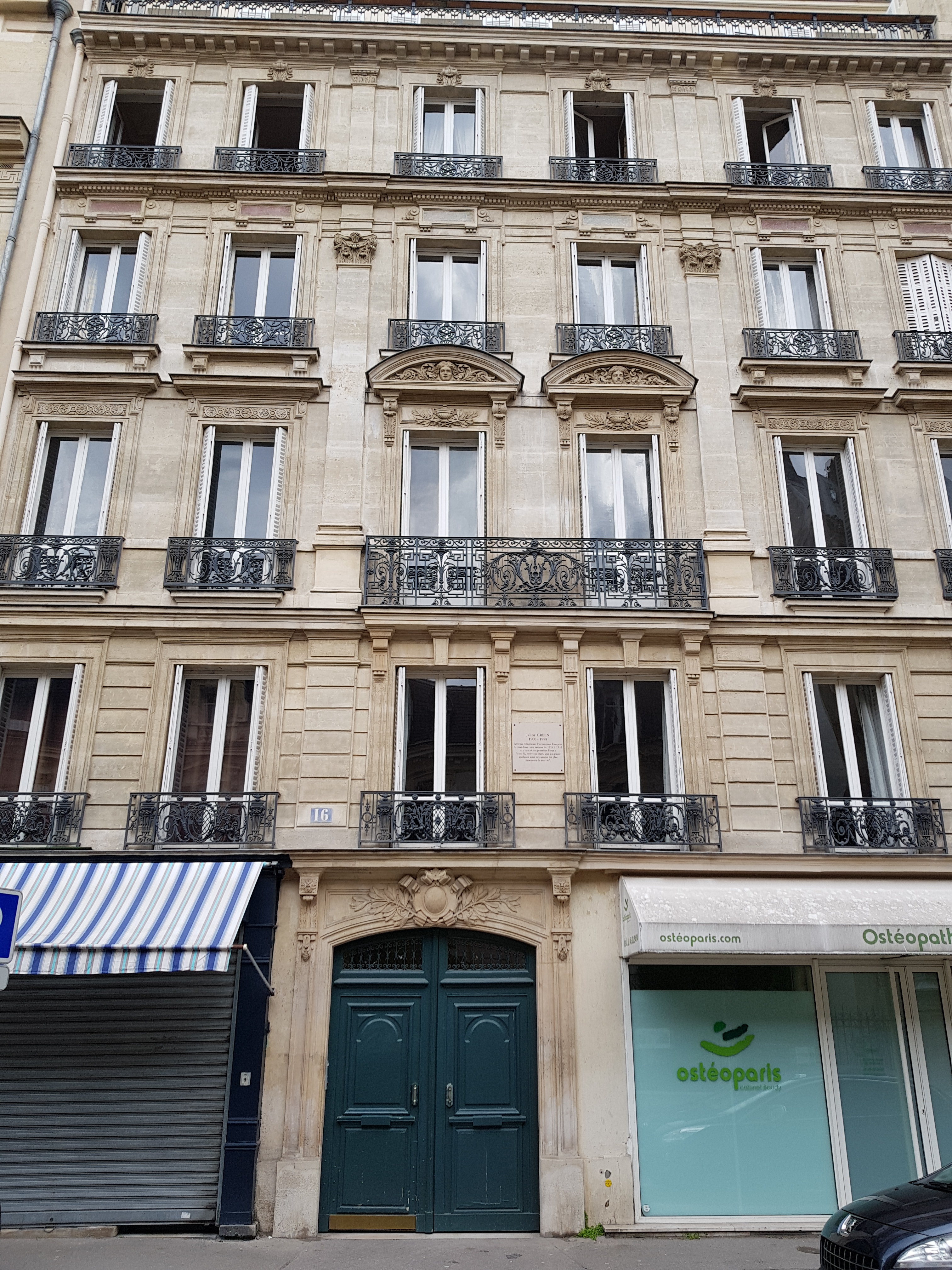
No 16, rue Cortambert.

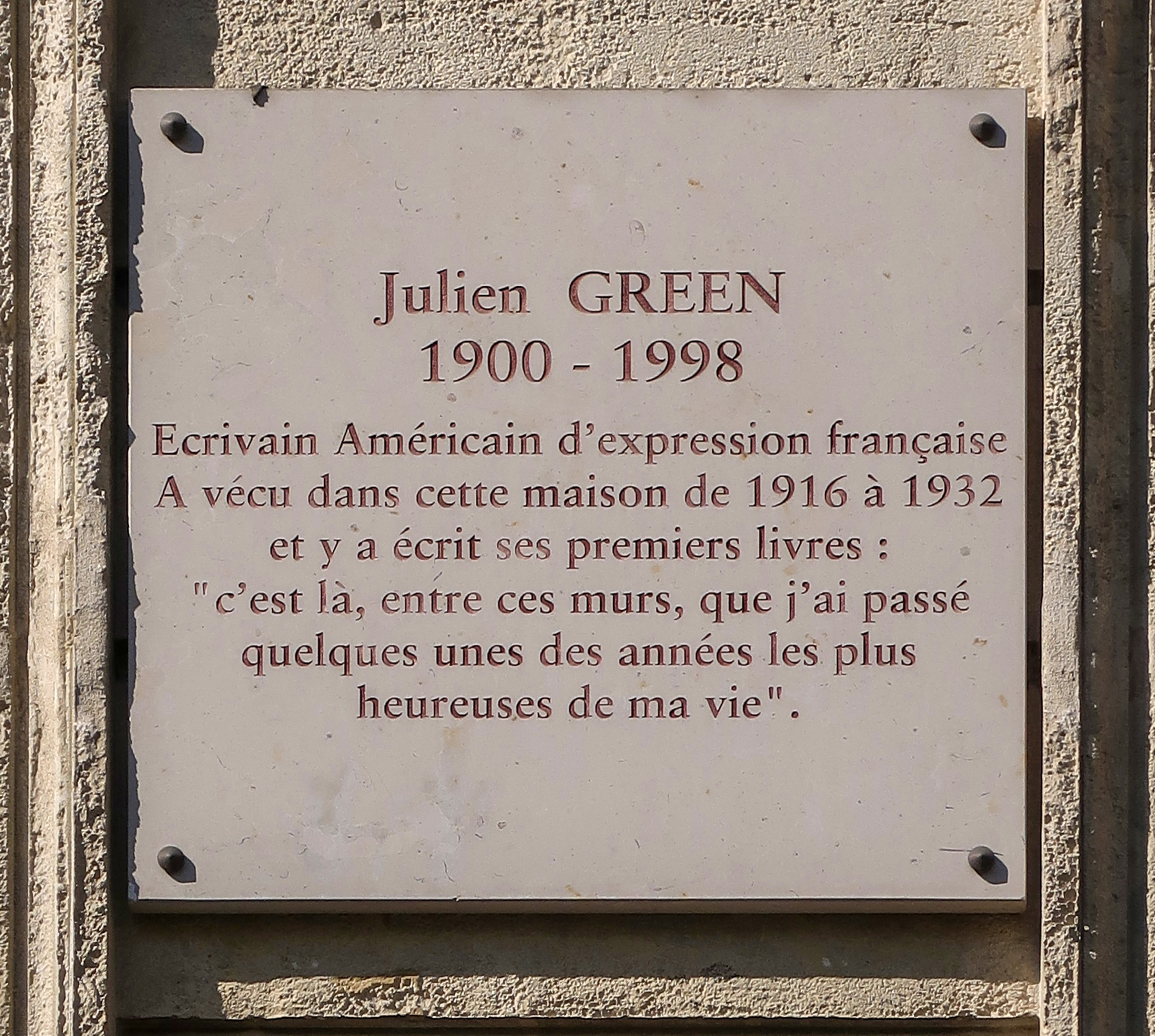
Plaque.

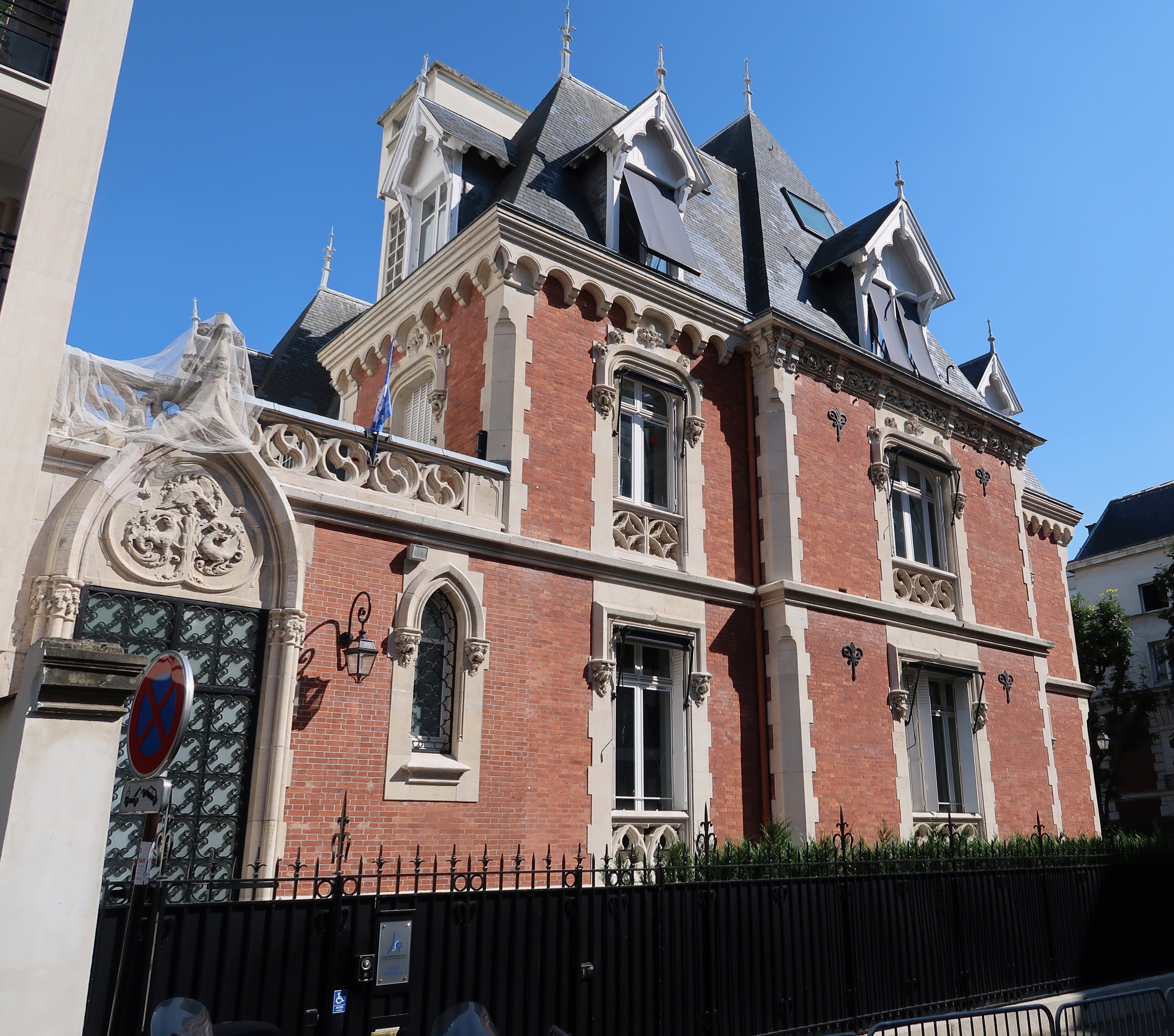
No 45.

- No 16 : appartement familial, au premier étage, de l'écrivain américain de langue française Julien Green dans les années 1916-1932[3]. Il décrira plus tard la rue en ces termes[4] : « Cette rue tranquille avait alors le charme d'une rue de province. » Sa sœur, Anne Green, publiera en 1937 un ouvrage intitulé 16, rue Cortambert. Une plaque commémorative rend hommage à Julien Green.
- No 19 : temple protestant de l'Annonciation. La paroisse est membre de l'Église protestante unie de France. À l'origine se trouve une chapelle provisoire en bois, récupérée de l'Exposition universelle de 1867. Elle est remplacée par un bâtiment en pierre construit par l'architecte Édouard Aubert, inauguré en 1891[1],[5],[6],[7].
- No 20 : chapelle Notre-Dame-du-Saint-Sacrement de Paris, édifiée en 1900 sur les plans des architectes Coulomb et Chauvet dans un style néogothique. Il s’agit de la maison mère des Sœurs servantes du Saint-Sacrement.
- No 24 : la danseuse américaine Loïe Fuller (1862-1928) y posséda un hôtel particulier[1].
- No 37 : l'actrice Gaby Deslys (1881-1920) achète cet immeuble de six étages en 1914[8].
- No 39 : Hervé Faye (1814-1902), astronome, membre de l'Institut y habita et y est mort le 4 juillet 1902[réf. nécessaire].
- No 40 : le photographe Jacques Henri Lartigue (1894-1986) y résida chez ses parents.
- No 45 : hôtel particulier en brique rouge de style néo-Louis XIII et néogothique, dû à Louis Salvan (1890). Séparé des n°47-49. Signé (cf. photo). La partie de gauche (rez-de-chaussée), de style vénitien, est ultérieure. L'hôtel est en forme de U. Au fond de la parcelle, on a construit un immeuble plus haut.
- Nos 47-49 : ambassade d'Indonésie en France.
- No 60 : le poète et auteur dramatique François Ponsard habita ici entre 1866 et 1867[réf. nécessaire]. Le sociologue Théophile Funck-Brentano y habita également[réf. nécessaire].

### Bâtiments détruits
- No 35 : au croisement avec la rue de la Tour se trouvait dans la seconde moitié du XIXe siècle le théâtre Rossini[9].
- No 57 : chalet suisse aujourd'hui disparu, où résida le journaliste Henry de Jouvenel. L'écrivain Colette, devenue son épouse, y vécut de 1911 à la fin 1916 ; pendant la Première Guerre mondiale, elle y créa une sorte de phalanstère féminin[10],[11].
- Nos 60-62 : remplacés en 1894 et 1895 par deux immeubles jumeaux de Louis Salvan.
- No 64 : le compositeur Xavier Leroux et sa femme, la cantatrice Meyrianne Héglon (1867-1942), habitent à cette adresse en 1910[12].

Lieux de culte
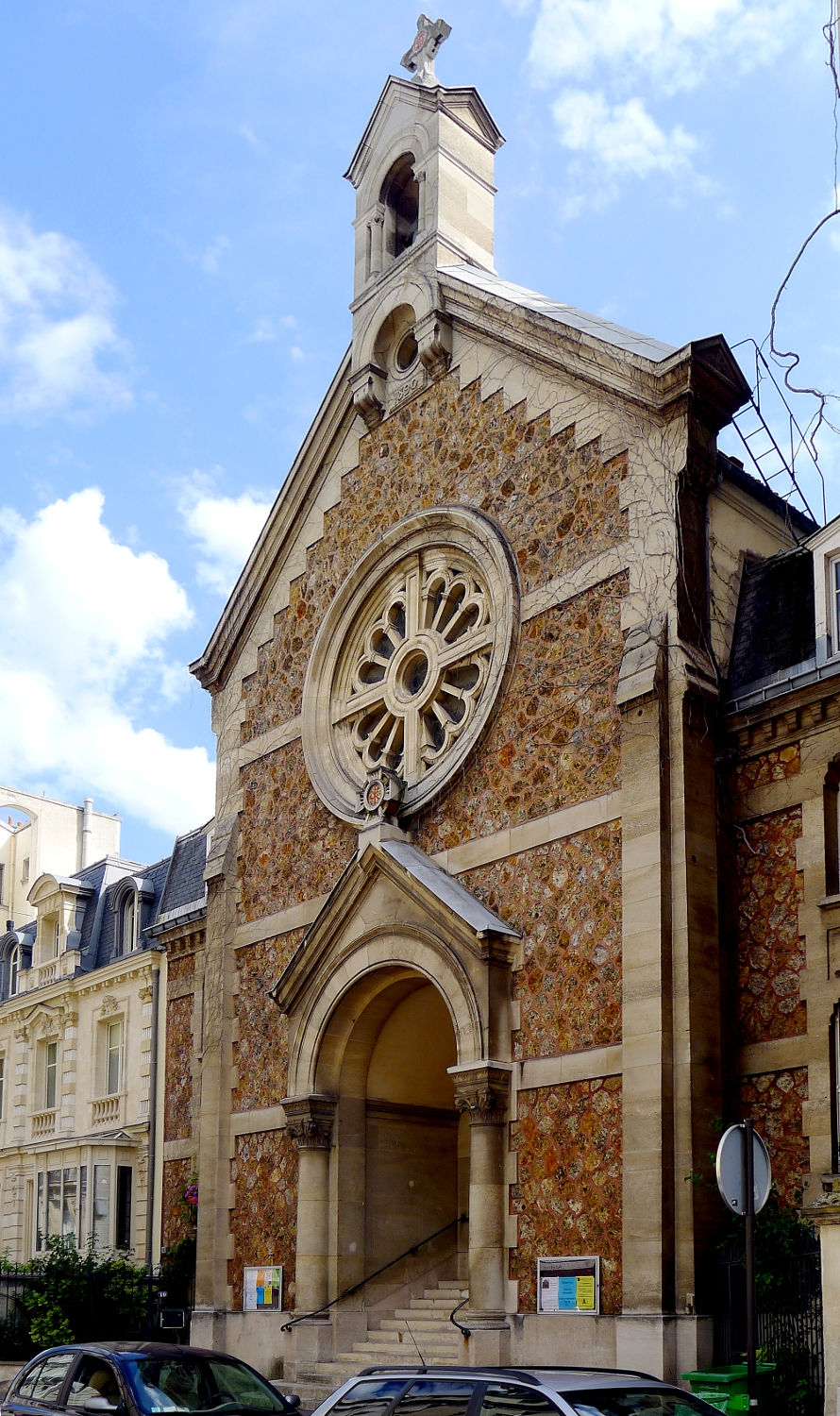
Le temple de Passy-Annonciation.
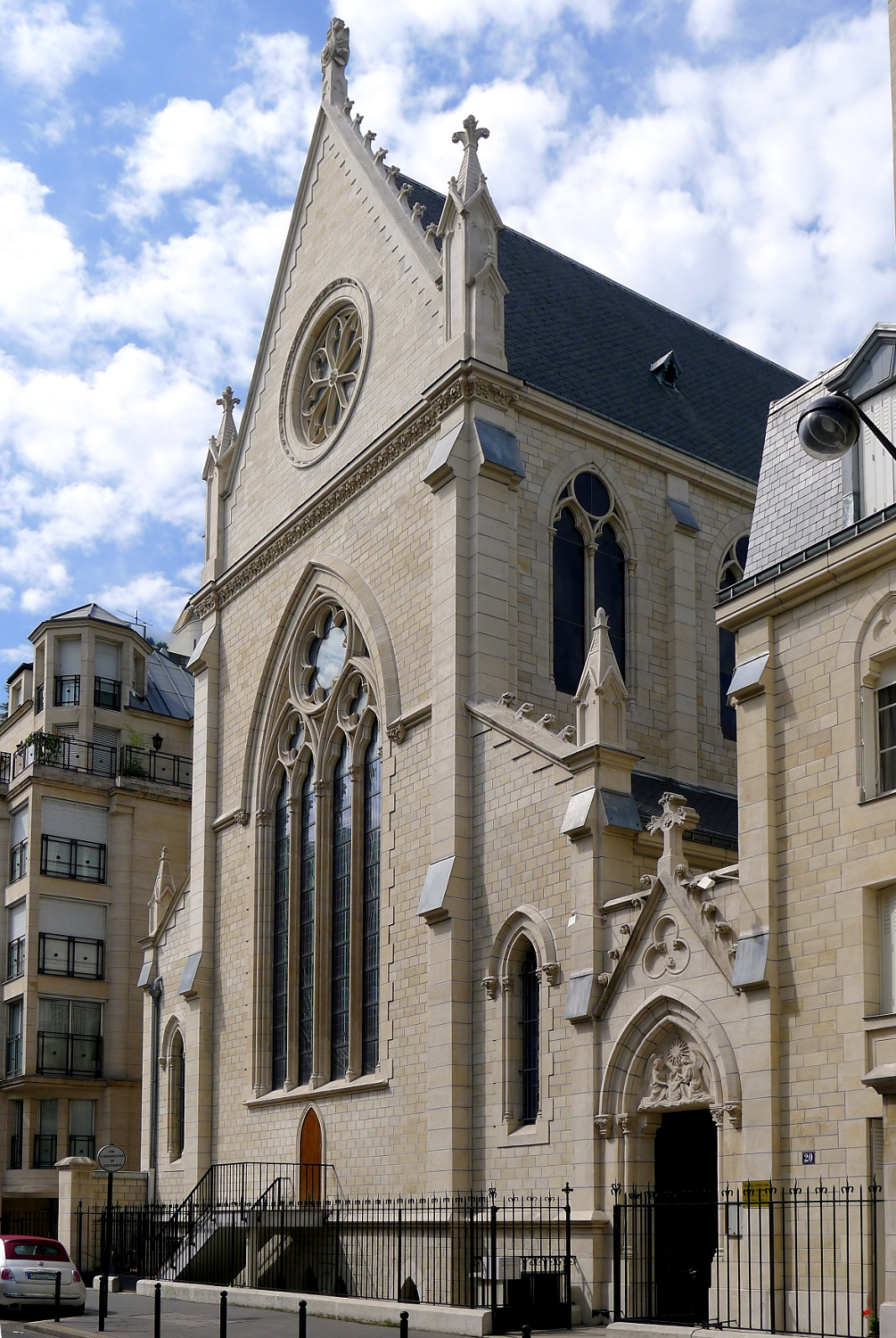
La chapelle Notre-Dame-du-Saint-Sacrement de Paris.